# Cormons
Cormòns (friuli nyelven Cormons, szlovénül: Krmin) település Olaszországban, Friuli-Venezia Giulia régióban, Gorizia megyében. Lakosainak száma 7135 fő (2023. január 1.). Cormons Capriva del Friuli, Chiopris-Viscone, Corno di Rosazzo, Dolegna del Collio, Mariano del Friuli, Medea, Moraro, San Floriano del Collio, San Giovanni al Natisone és Brda községekkel határos.

## Népesség
A település lakossága az elmúlt években az alábbi módon változott:
| Lakosok száma | 7376 | 7347 | 7135 |
|               | 2017 | 2018 | 2023 |

## Híres szülöttjei
- Denis Godeas labdarúgó